# Alice E. Doherty
Alice Elizabeth Doherty (14 de Março de 1887, Minneapolis, Minnesota - 13 de Junho de 1933, Dallas, Texas) foi uma atração de freak show norte-americana que possuía uma doença rara chamada hipertricose no qual cresce diversos pelos (principalmente na região facial) dando a aparência de um animal, o que fez com que ela recebesse o apelido de O Bebê de lã do Minnesota ou ainda O Bebê milagroso de Minnesota. Alice também é até hoje a única cidadã americana a possuir hipertricose.

## Vida
Alice nasceu em Minneapolis, Minnesota, filha de pais normais, ela também possuía uma irmã e um irmão que também eram normais, ao nascer seu rosto estava cobertos de pelos loiros que mediam cerca de 2 polegadas, sua mãe logo viu interesse em usa-la em feiras e parques como uma atração, assim Alice começou a se apresentar aos dois anos de idade, ela na época não havia dentes e nem tinha sinais de que eles nasceriam.
Alice se mudou com a família para Dallas, Texas por volta de 1900 a 1910, assim passando lá o resto da sua vida, Alice se aposentou em 1915 e faleceu no dia 13 de Junho de 1933 por causas desconhecidas, aos 46 anos de idade.

## Características
Alice era uma garotinha muito brincalhona e curiosa, muito apegada a família e de uma inteligência bem superior a sua idade, "Alice, como é chamada, tem apenas dois anos de idade, mas é tão brilhante quanto uma moeda de prata e mostra inteligência muito além da sua idade" foi como a definiu um escritor de Waukesha, Wisconsin. O apelido de Bebê Milagroso de Minnesota surgiu devido o dom em que Alice tinha de conquistar a todos com sua simpatia, e fazer com que todos os que assistissem sua exposição saísse de lá com um sorriso no rosto, um jornalista que acabou ficando amigo da família a definiu como: "Alice por trás de todo aquele pêlo possuía lindos olhos azuis e a personalidade dócil e amigável como a de um gatinho".